# Birgit Hildebrand
Birgit Hildebrand (* 2. Januar 1944 in Regensburg) ist eine deutsche Übersetzerin.

## Leben
Nach dem Studium der Philologie in Tübingen und München war sie als Dozentin der Deutschen Abteilung an der Aristoteles-Universität Thessaloniki tätig. Seit 1989 ist sie freiberufliche Übersetzerin neugriechischer Literatur, vor allem von zeitgenössischer Prosa (u. a. Mimika Cranaki, Angela Dimitrakaki, Christos Ikonomou, Amanda Michalopoulou, Nikos Panajotopoulos, Soti Triantafillou, Alki Zei). Sie übersetzt auch Lyrik und Theatertexte. Hildebrand lebt in Berlin. Sie lehrt literarische Übersetzung. 
Im Jahr 2001 wurde sie auf der Frankfurter Buchmesse mit dem Deutsch-Griechischen Übersetzerpreis für die Übersetzung von Pavlos Matessis’ Tochter der Hündin ausgezeichnet.
Hildebrand erhielt im Jahr 2014 den Preis für die Übersetzung eines Werkes der griechischen Literatur in eine Fremdsprache (Βραβείο Μετάφρασης έργου ελληνικής λογοτεχνίας σε ξένη γλώσσα) für ihre Übersetzung des Buches Κάτι θα γίνει, θα δεις (Warte nur, es passiert schon was. Erzählungen aus dem heutigen Griechenland, erschienen im C.H. Beck Verlag) von Christos Ikonomou.